# Landtag (Liechtenstein)
A Landtag (németül Landtag des Fürstentums Liechtenstein vagy  Liechtensteinischer Landtag) Liechtenstein egykamarás parlamentje, amelyben 25 képviselő foglal helyet. Jelenlegi épületét 2008-ban adták át Vaduzban.

## Választójog
Liechtensteinben azok szavazhatnak, akik 18. életévüket betöltötték, állandó lakóhellyel rendelkeznek az országban és a választás előtt legalább egy hónapig éltek Liechtensteinben. A jelöltállításhoz 30 aláírás szükséges, a választók csak egy jelölés támogatását írhatják alá.
A nők Liechtensteinben 1984-ben kapták meg a választójogot; ezt megelőzően a Landtagnak sem lehettek tagjai.

## Választások
A Landtag 25 tagból áll, akiket négy évre választanak meg nyílt listás arányos képviselettel két választókerületből: Oberland 15 mandátum, Unterland 10 mandátum. A választási küszöb 8%. Unterland Eschenből, Gamprinből, Maurenből, Ruggellből és Schellenbergből áll; Oberlandhoz Balzers, Planken, Schaan, Triesen, Triesenberg és Vaduz tartozik. Minden választó több listára is szavazhat.
A listákkal együtt megválasztják a helyettes tagokat (Stellvertretern). Ezeknek a tagoknak az a célja, hogy a rendes tagok helyére lépjenek, amikor azok nem vehetnek részt a Landtag ülésén, vagy ha a rendes tagok lemondanak. Egy párt a két választási körzet mindegyikében elnyert három mandátumhoz egy helyettes tagot kap, bár minden politikai párt jogosult legalább egy helyettesre. A Landtagban parlamenti csoportok hozhatók létre legalább három megválasztott taggal rendelkező politikai pártoknak vagy szövetségeknek.  A frakciók saját termet kapnak a Landtag épületében.

## Tisztségviselők
A Landtag tagjai közül elnököt és alelnököt választ minden év nyitó ülésén. Az elnök, az alelnök és a parlamenti csoportok vezetői alkotják a parlament elnökségét (Landtagspräsidium). Az Elnökség elkészíti a Landtag költségvetését és munkáltatója a parlament személyzetének, valamint az elnök határozza meg az ülések napirendjét.

## Bizottságok
A Landtagnak három állandó bizottsága van, mindegyik öt tagból áll:
- Külügyi Bizottság
- Pénzügyi Bizottság
- Ellenőrző Bizottság

A Landtag más bizottságokat is kinevezhet, amelyek három-öt tagból állnak. A parlament legalább hét képviselő felhívására bármilyen célból vizsgálóbizottságokat is létrehozhat.
Az ülésszakok között a Landtag funkcióját a Nemzeti Bizottság (Landesausschuss) látja el, amelynek tagjai a Landtag elnöke és két-két képviselő az ország két választókerületéből.

## Fordítás
- Ez a szócikk részben vagy egészben  a   Landtag of Liechtenstein című angol Wikipédia-szócikk fordításán alapul.  Az eredeti cikk szerkesztőit annak laptörténete sorolja fel. Ez a jelzés csupán a megfogalmazás eredetét és a szerzői jogokat jelzi, nem szolgál a cikkben szereplő információk forrásmegjelöléseként.